# الماجوري
الماجوري حي يقع وسط جنوب مدينة بنغازي يحده شارع عشرين والرويسات والبركة. بدأ في التشكل في السنوات التي تلت الحرب العالمية الثانية، نتيجة لهجرة الناس من مناطق مختلفة من ليبيا إلى بنغازي للبحث عن حياة أفضل.
في البداية كان اسم المنطقة حوش الماجوري وكلمة حوش تعني منزل والماجوري هي رتبة عسكرية تقابلها بالعربية رائد، "Major" وتمة التسمية نسبة إلى مقدم في الجيش الايطالى كان يسكن في تلك المنطقة ولم يكون بها أي مباني سوى منزل المقدم الإيطالي ومن هنا اكتسبت هذا الاسم «حوش الماجوري» ثم تحورت إلى الماجوري
ويعرف الماجوري بأنها من أكثر مناطق الشعبية في بنغازي وهي تعد الأكثر سكٓانا بعد منطقة السلماني { وكما تعرف هذي منطقة بشرارة فبراير فهذه منطقة قتل منها الكثير في كل الحروب (2011.2015) وفي 2015 سميت بمنطقة الماجوري قاهرة الخوارج لانهم من اوئل المناطق في بنغازي اعلنو حروبهم علي الخوارج '